# Cakov
Cakov este o comună slovacă, aflată în districtul Rimavská Sobota din regiunea Banská Bystrica. Localitatea se află la altitudinea de 170 m deasupra n.m., se întinde pe o suprafață de 4,29 km2 și în 2017 număra 326 de locuitori.

## Istoric
Localitatea Cakov este atestată documentar din 1394.

## Demografie
| An:                | 1994 | 2004    | 2014    | 2024    |
| ------------------ | ---- | ------- | ------- | ------- |
| Număr de persoane: | 217  | 278     | 313     | 363     |
| Diferență:         |      | +28,11% | +12,58% | +15,97% |

| An:                | 2023 | 2024 |
| ------------------ | ---- | ---- |
| Număr de persoane: | 363  | 363  |
| Diferență:         |      | +0%  |